# (11341) Babbage
(11341) Babbage  es un asteroide perteneciente al cinturón de asteroides, descubierto el 3 de diciembre de 1996 por Paul G. Comba desde el Observatorio de Prescott, en Arizona, Estados Unidos.

## Designación y nombre
Babbage se designó inicialmente como 1996 XE2.
Más adelante fue nombrado en honor al matemático e inventor británico  Charles Babbage (1791-1871).

## Características orbitales
Babbage orbita a una distancia media del Sol de 2,3815 ua, pudiendo acercarse hasta 2,2456 ua y alejarse hasta 2,5174 ua. Tiene una excentricidad de 0,0570 y una inclinación orbital de 7,3579° grados. Emplea en completar una órbita alrededor del Sol 1342 días.

## Características físicas
Su magnitud absoluta es 13,5. Tiene 4,404 km de diámetro. Su albedo se estima en 0,302.